# Clișcăuți, Sîngerei
Clișcăuți este un sat din cadrul comunei Prepelița din raionul Sîngerei, Republica Moldova.